# اچ‌ام‌تی گولاند (تی۲۳۹)
اچ‌ام‌تی گولاند (تی۲۳۹) (به انگلیسی: HMT Gulland (T239)) یک کشتی بود که طول آن ۱۶۴ فوت (۵۰ متر) بود. این کشتی در سال ۱۹۴۳ ساخته‌شد.